# Karl Köpping

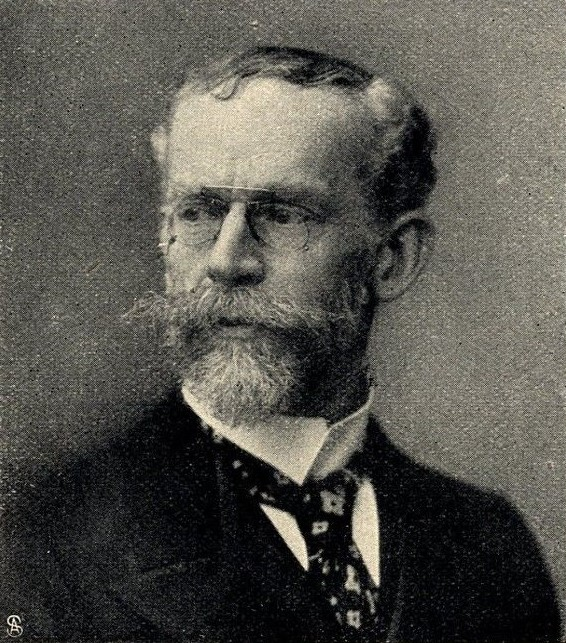
Karl Köpping

Karl Köpping (auch Carl Köpping) (* 24. Juni 1848 in Dresden; † 22. Juli oder 23. Juli 1914 in Berlin) war ein deutscher Maler und Kupferstecher. Er entwarf auch Kunstgegenstände aus gewundenem Glas.

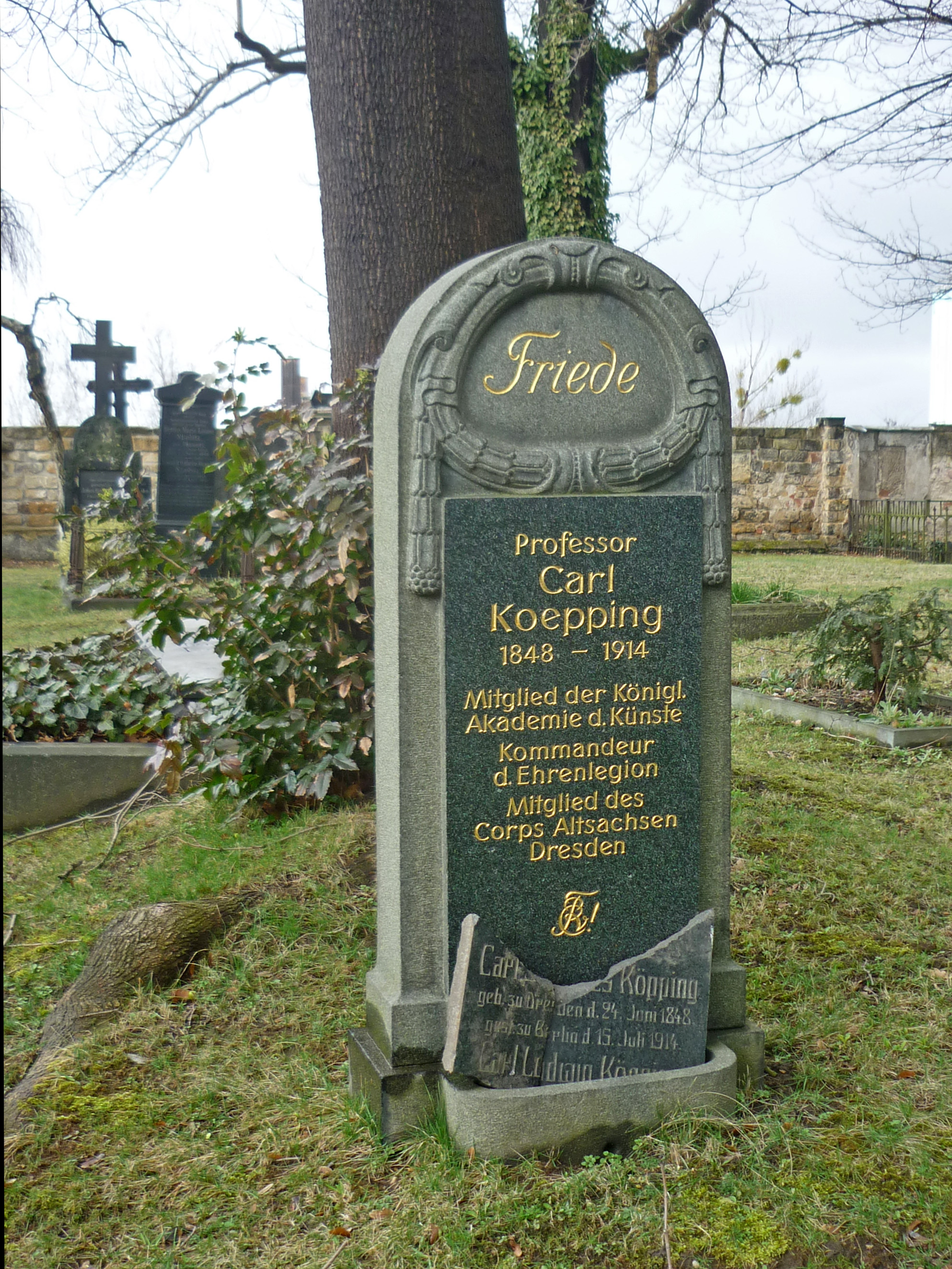
Grabstätte von Carl Koepping auf dem Alten Annenfriedhof in Dresden

Er studierte Chemie am Dresdner Polytechnikum, ab 1869 in München. 1871 wechselte er zur Akademie der Bildenden Künste in München und studierte Malerei. 1876 setzte er sein Studium in Paris fort.
Er beschäftigte sich hauptsächlich mit der Radierkunst. 1889 wurde er Mitglied der Preußischen Akademie der Künste, Berlin (Leitung des Meisterateliers für Kupferstich), 1891 zum Professor ernannt. In der Folge des „Fall Munch“ war er einer der Mitbegründer der freien Künstler-Vereinigung.
1896 bis 1900 war er Mitarbeiter der exklusiven Zeitschrift Pan. Er schuf hauptsächlich Radierungen nach den bekannten Werken der vergangenen Jahrhunderte, vor allem von Rembrandt, aber auch Hals, Gainsborough oder Munkácsy. Er entwarf auch Jugendstil-Kunstgegenstände aus gewundenem Glas.
Er wurde mit dem Ritterorden der Ehrenlegion und der Medaille erster Klasse der Münchner Kunstausstellung sowie mit dem Grand Prix der Pariser Weltausstellung 1889 ausgezeichnet.

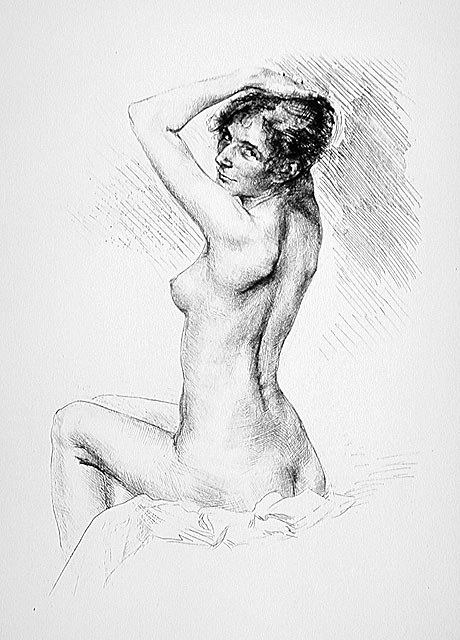
Sitzende nackte Figur
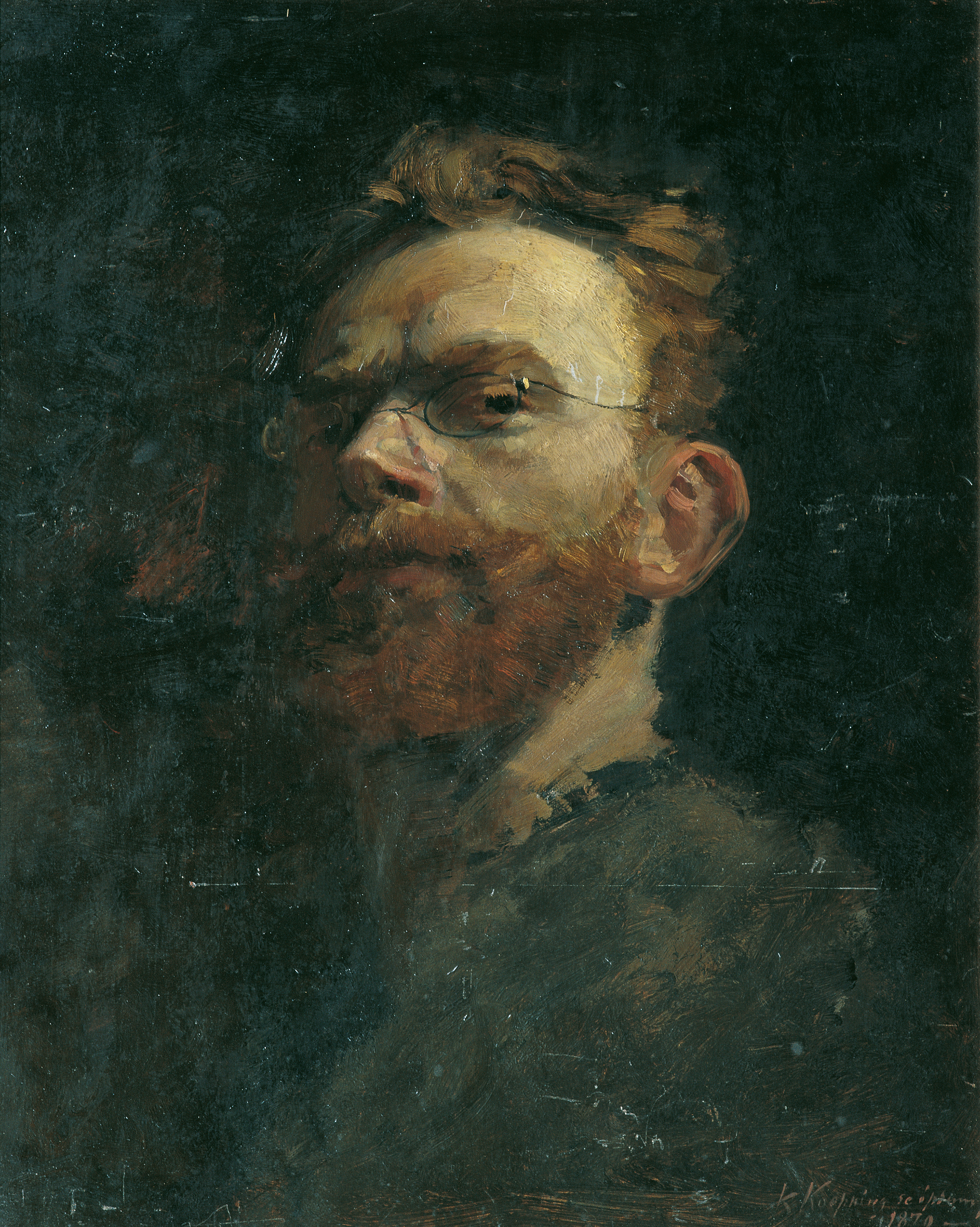
Selbstbildnis (Österreichische Galerie Belvedere)